# Doug Henderson
Douglas Henderson és un il·lustrador i artista especialitzat en la representació de fòssils animals i entorns. Ha il·lustrat nombrosos llibres sobre dinosaures i vida extinta, i se li atribueix com un "especialista en dinosaures" a la pel·lícula Parc Juràssic en la que apareixien les seves pintures. Henderson va tenir un paper en el renaixement dels dinosaures amb les imatges dels dinosaures i el seu medi ambient, en particular aspectes del se comportament que no es veu en les restauracions més tradicionals. Algunes obres d'art de Henderson es van inserir al joc 3D Dinosaur Adventure.